# Кунакулово
Кунаку́лово (рос. Кунакулово, башк. Ҡунаҡкол) — присілок у складі Біжбуляцького району Башкортостану, Росія. Входить до складу Кенгер-Менеузівської сільської ради.
Населення — 514 осіб (2010; 521 в 2002).
Національний склад:
- татари — 56 %
- башкири — 44 %